# Laura Rodríguez
Laura Fiora Rodríguez Riccomini (1957-1992) là một nhà hoạt động chính trị người Chile từ Đảng Nhân văn. Năm 1989, cô trở thành Nhân văn đầu tiên trên thế giới giành được một ghế trong quốc hội, sau khi tuyên bố chiến thắng là một phần của liên minh Concertación.
Rodríguez sinh ra ở Santiago, Chile. Cô kết hôn với Darío Ergas vào năm 1978. Cô hoạt động tích cực và cuối cùng trở thành chủ tịch của Cộng đồng vì sự phát triển con người. Cô tốt nghiệp kỹ sư từ Đại học Chile năm 1983.
Rodríguez là người đồng sáng lập Đảng Nhân văn năm 1984 và là chủ tịch của đảng năm 1990. Bà được bầu vào quốc hội Chile năm 1989 cho khu vực bầu cử La Reina - Peñalolén.
Rodríguez qua đời vì bệnh ung thư vào năm 1992.